# Unterseeboot 1231
L'Unterseeboot 1231 (ou U-1231) était un sous-marin allemand utilisé par la Kriegsmarine pendant la Seconde Guerre mondiale.

## Historique
Après sa formation à Hambourg en Allemagne  au sein de la 31. Unterseebootsflottille jusqu'au 31 août 1944, l'U-1231 est affecté dans une formation de combat à Bergen en Norvège dans la 11. Unterseebootsflottille. Face à l'avancée des forces alliées, et pour éviter la capture, il rejoint la 33. Unterseebootsflottille à Flensbourg en Allemagne à partir du 1er octobre 1944.
À la suite de la reddition de l'Allemagne nazie, l'U-1231 se rend le 14 mai 1945 à Lough Foyle en Irlande du Nord. 

Il est utilisé par l'armée soviétique sous l'indicatif N-25. En 1960, il est démoli.

## Affectations successives
- 31. Unterseebootsflottille du 9 février 1944 au 31 août 1944
- 11. Unterseebootsflottille du 1er septembre 1944 au 30 septembre 1944
- 33. Unterseebootsflottille du 1er octobre 1944 au 8 mai 1945

## Commandement
- Kapitän zur See Hermann Lessing du 9 février 1944 à mars 1945
- Oberleutnant zur See Helmut Wicke de mars 1945 à 8 mai 1945

## Navires coulés
L'U-1231 n'a ni coulé, ni endommagé de navire ennemi au cours des deux patrouilles de guerre qu'il effectua.

### Sources
- U-1231 sur Uboat.net